# Bernard Lédéa Ouédraogo
Bernard Lédéa Ouédraogo (1930-2017) est un homme politique du Burkina Faso, naturalisé français, militant de la cause paysanne et écologiste, ingénieur-formateur des Jeunes Agriculteurs. Il est mort le 25 octobre 2017 des suites d'une maladie, dans une clinique de Ouagadougou, à l’âge de 87 ans.

## Biographie
Bernard Lédéa Ouédraogo est né en 1930 à Gourcy, dans la province du Zondoma, dans  région du yaadga . En 1943, il entre à l’École primaire supérieure de Terrasson de Fougères, à Bamako (qui est devenue le lycée Askia-Mohamed. Diplômé de l’École normale après avoir Fréquenté à l'école primaire et secondaire de Ouahigouya ,il obtient son Doctorat Sorbonne en 1977 . Il commence une carrière comme instituteur-adjoint, en 1953 (il deviendra titulaire quelques années après). En 1959, il passe le concours afin d’accéder au corps des conseillers d’éducation rurale. Dix ans après, en 1969, il est à Paris étudiant à l’École pratique des hautes études. En 1977, il passe un doctorat de 3e cycle en sciences sociales de l’université Paris-Descartes.

## Engagement écopaysan
Bernard Lédéa Ouédraogo est le fondateur, en 1967, de la Fédération nationale des groupements « Naam », forte actuellement de 600 000 adhérents au Burkina Faso, particulièrement en milieu rural (notamment dans la province du Yatenga) ; ce qui en fait l’une des plus importantes organisations paysannes d’Afrique de l’Ouest. La qualité de son travail local lui permet d’être reconnue en 1978 comme ONG. La Fédération a des structures à tous les échelons administratifs du Burkina Faso : village, département, province et nation. Le succès est en grande partie lié au fait que Bernard Lédéa Ouédraogo s'est appuyé sur les groupements traditionnels KombiNaam, propres à la tradition africaine locale. Selon lui, l'adhésion populaire à son projet tenait à quatre facteurs :
- conduite et activité locales dynamiques ;
- respect des valeurs traditionnelles;
- proscription de toute discrimination sociale, ethnique, politique ou religieuse ;
- le groupe est générateur de motivation.

La question de la lutte contre la désertification se faisant plus intense dans les années 1970, il met en place, avec différents partenaires et personnalités (dont le Français Bernard Lecomte, expert en développement), une seconde organisation, les « Six S » (« Se Servir de la Saison Sèche en Savane et au Sahel »). Elle voit le jour en 1976. Le projet et l’action des « Six S » sont de répondre à « trois manques » qui sont des obstacles à la mobilisation paysanne :
- « le manque de savoir-faire technique pour faire face à la sécheresse et à la désertification » ;
- « le manque de qualifications pour traiter et négocier avec les agences gouvernementales d’aide au développement » ;
- « le manque de fonds pour mettre en application les petits projets ».

Il a assuré la présidence du Réseau mondial des OP/ONG IRED (Innovations et Réseaux pour le Développement) pendant plusieurs années.
Son concept de base était « Développer sans abîmer ».
Il a créé la radio "La Radio Voix du Paysan" en 1996 pour accompagner le monde paysan à travers des actions de communication et de développement

## Carrière politique
Bernard Lédéa Ouédraogo est élu maire de Ouahigouya, chef-lieu du département homonyme et de la Province du Yatenga, dans la région du yaadga, et l'une des cinq grandes villes du Burkina Faso, puis député en 2003.

## Reconnaissance nationale et internationale
En 1989, Bernard Lédéa Ouédraogo était le récipiendaire du prix « Leadership Afrique ». 
Il a reçu également en 1990, le prix « The Right Livelihood Award » (considéré comme le « prix Nobel Alternatif ».
Après sa mort, il fut élevé à titre posthume à la dignité de Grand Officier de l’ordre national du Burkina Faso.
Le 8 Novembre 2024 l'université de Ouahigouya rebaptisé université Bernard Lédéa Ouédraogo en son hommage